# Mooslargue
Mooslargue là một xã ở tỉnh Haut-Rhin trong vùng Grand Est ở đông bắc Pháp. Xã này có diện tích 5,63 km², dân số năm 1999 là 381 người. Khu vực này có độ cao 425 mét trên mực nước biển.